# Cavità midollari

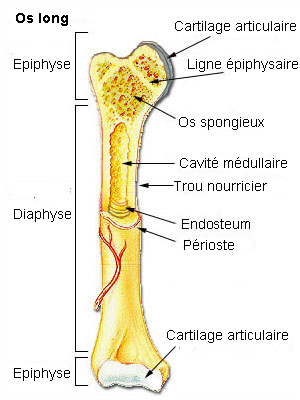
Immagine di un omero. La cavità midollare è indicata come "cavitè médullaire"

Le cavità midollari sono cavità interne all'osso lungo situate in corrispondenza della diafisi. Il loro nome è dovuto al fatto che  ospitano il midollo osseo rosso o giallo. Oltre al midollo, all'interno delle cavità midollari si trovano anche strutture nervose e vascolari. 
Le cavità midollari alla nascita sono ricche di tessuto midollare rosso, responsabile dell'emopoiesi. Con la crescita, il tessuto midollare rosso tende a permanere solo all'interno delle ossa piatte (come le creste iliache e lo sterno) e delle parti spongiose delle ossa lunghe, le epifisi (soprattutto quelle più vicine allo scheletro assile). Il tessuto midollare rosso tende gradualmente a perdere staminali in favore di una componente adiposa e diventa quindi tessuto midollare giallo.
Tale processo è definito conversione midollare e procede in senso appendicolare-assiale, concludendosi a circa 25 anni. Il processo può essere acellerato in caso di patologie o terapie (tipicamente radioterapia e chemioterapia per il trattamento di neoplasie a carattere leucemico con colonizzazione midollare). Nell'anziano la conversione midollare è più marcata, tanto da interessare anche lo scheletro assile, e può avere un'entità tale da giustificare episodi di anemia ed altre discrasie ematiche con calo della cellularità.